# Eduardas Mieželaitis
Eduardas Mieželaitis (n. 3 octombrie 1919 la Kareiviškis, Šiauliai – d. 6 iunie 1997 la Vilnius) a fost un poet lituanian sovietic și 
militant antifascist.
A scris o lirică influențată de concepțiile socialiste și bogată în simboluri și inovații formale.

## Scrieri
- 1943: Lyrika ("Lirice");
- 1946: Tėviškės vėjas ("Vântul patriei");
- 1954: Broliška poema ("Poemul frățesc");
- 1961: Žmogus ("Omul"), punctul culminant al creației sale;
- 1964: Lyriniai etiudiai ("Studii lirice"), eseuri.

1. 1 2 3  Autoritatea BnF, accesat în 10 octombrie 2015
2. 1 2  Eduardas Mieželaitis, Brockhaus Enzyklopädie, accesat în 9 octombrie 2017
3. ↑  Eduardas Miezelaitis, Academia de Arte din Berlin